# Thryallis noguerai
Thryallis noguerai är en skalbaggsart som beskrevs av Chemsak och Mccarty 1997. Thryallis noguerai ingår i släktet Thryallis och familjen långhorningar. Inga underarter finns listade i Catalogue of Life.